# Kolenmarkt

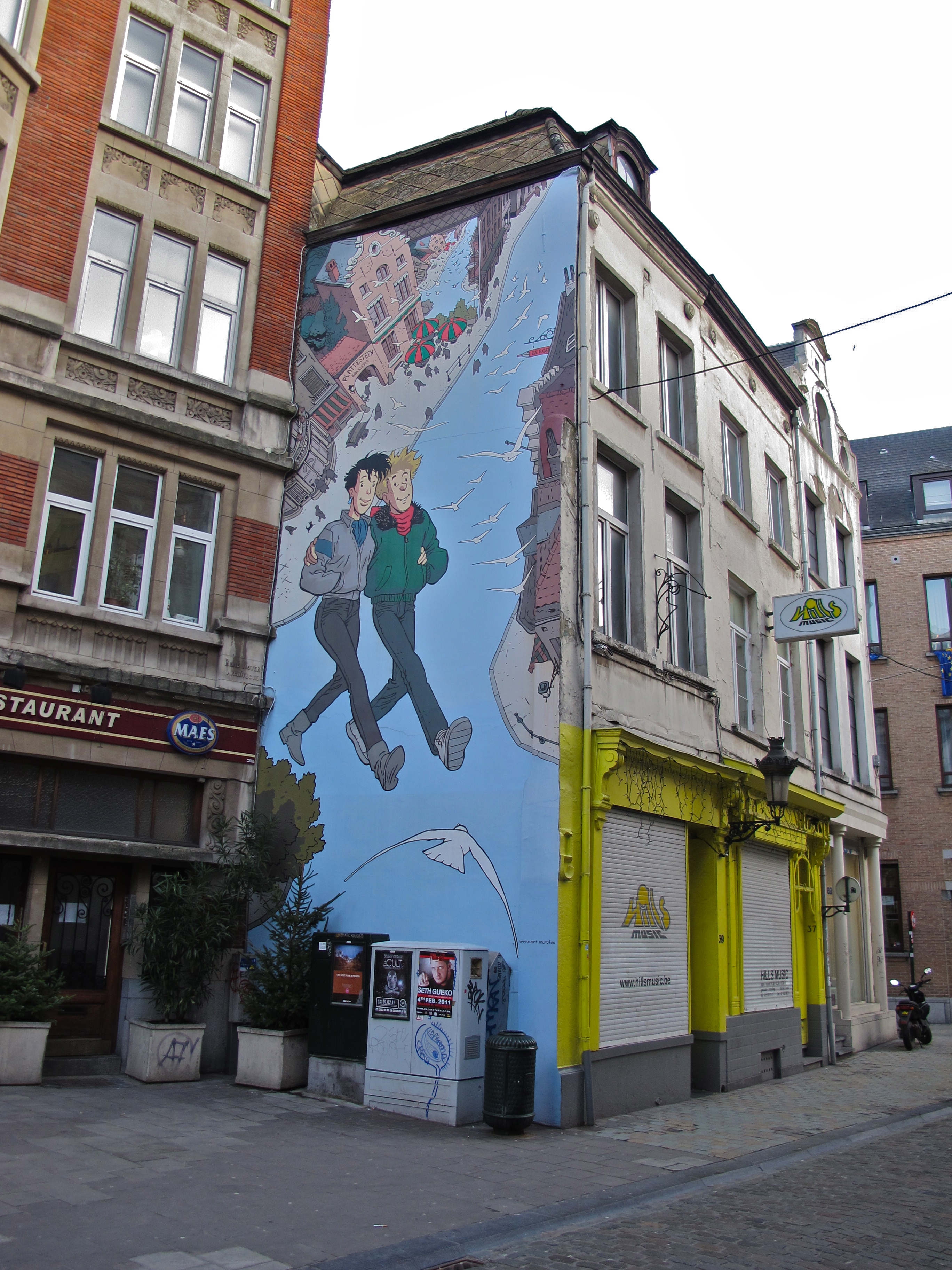
Muurschildering van de strip Ragebol

De Kolenmarkt (Frans: rue du Marché au Charbon) is een straat in de Sint-Jacobswijk van de Belgische hoofdstad Brussel die in het verlengde van de Guldenhoofdstraat met bochten naar het Fontainasplein loopt en daarbij de Zuidstraat en de Lombardstraat kruist.
De Kolenmarkt werd al in de late 13e eeuw vermeld en was als verlengde van de Anderlechtsesteenweg de toegangsweg vanuit Anderlecht. Vanwege de houtskoolhandelaren die zich hier gevestigd hadden, heette de straat destijds in het Latijn Forum Carbonum en in het Vlaams Colemerct.

## Gebouwen
Aan het begin van de Kolenmarkt, op de hoek met de Steenstraat, bevindt zich de gevelfontein Den Spauwer.
Op de hoek van de Kolenmarkt en de Olivetenhof ligt de Onze-Lieve-Vrouw van Goede Bijstandkerk, die van 1664-1694 in barokke stijl gebouwd werd naar ontwerp van achtereenvolgens Jan Cortvrindt, Pieter Paul Merckx en Willem de Bruyn.
Aan de Kolenmarkt 30 bevindt zich het commissariaat van de Politiezone Brussel HOOFDSTAD Elsene, maar in 2014 waren er plannen om dit te verplaatsen naar de Marollen.
In juli 1991 werd op de hoek van de Kolenmarkt en de Plattesteen de eerste muurschildering met stripfiguren in de stad aangebracht. Vanaf 1993 zouden nog tientallen volgen om Brussel als hoofdstad van het stripverhaal op de kaart te zetten. Aan de Kolenmarkt zijn de volgende drie zijgevels van striptekeningen voorzien:
- Kolenmarkt 19: "Brüsel" uit de reeks De Duistere Steden van François Schuiten en Benoît Peeters (1995)
- Kolenmarkt 37: De twee hoofdpersonen uit de stripreeks Ragebol van Frank Pé (1991)
- Kolenmarkt 60: De Britse spion Victor Sackville van tekenaar Francis Carin (2002)

## Holebicentrum
In de jaren zeventig openden in de destijds desolate straat de eerste homohorecazaken, maar vooral in de volgende twee decennia trok de buurt steeds meer homoseksueel publiek. Na het gemengde café Le Belgica, dat voor het eerst geen geblindeerde ramen meer had, zoals voorheen gebruikelijk was bij homobars, volgden onder meer cafés als Le Soleil en Plattesteen, waar later ook The Boys Boudoir bijkwam.
In 2001 opende op nummer 42 het Regenbooghuis Brussel, dat niet alleen fungeert als koepel voor de Brusselse holebiverenigingen, maar ook een café en een informatiepunt omvat. Daarnaast is de Franstalige holebi-organisatie Tels Quels in de straat gevestigd, waarmee de Kolenmarkt tegenwoordig als het centrum geldt van een buurt waar holebi's ook hand in hand op straat durven te lopen.
Vanwege deze centrumfunctie onthulde burgemeester Freddy Thielemans op 17 mei 2007, de Internationale Dag tegen Homofobie, op de hoek van de Kolenmarkt en de Plattesteen een homomonument bestaande uit een vierkante zuil van 3 meter hoog met daarop de namen van bijna 300 holebi's.
In de Lollepotstraat achter de Kolenmarkt werden op 1 mei 2015 twee lhbt-muurschilderingen onthuld: een van 7 meter lang met portretten van de Griekse kunstenares Fotini Tikkou en een aparte tekening gemaakt door de Duitse homostriptekenaar Ralf König.

## Galerij

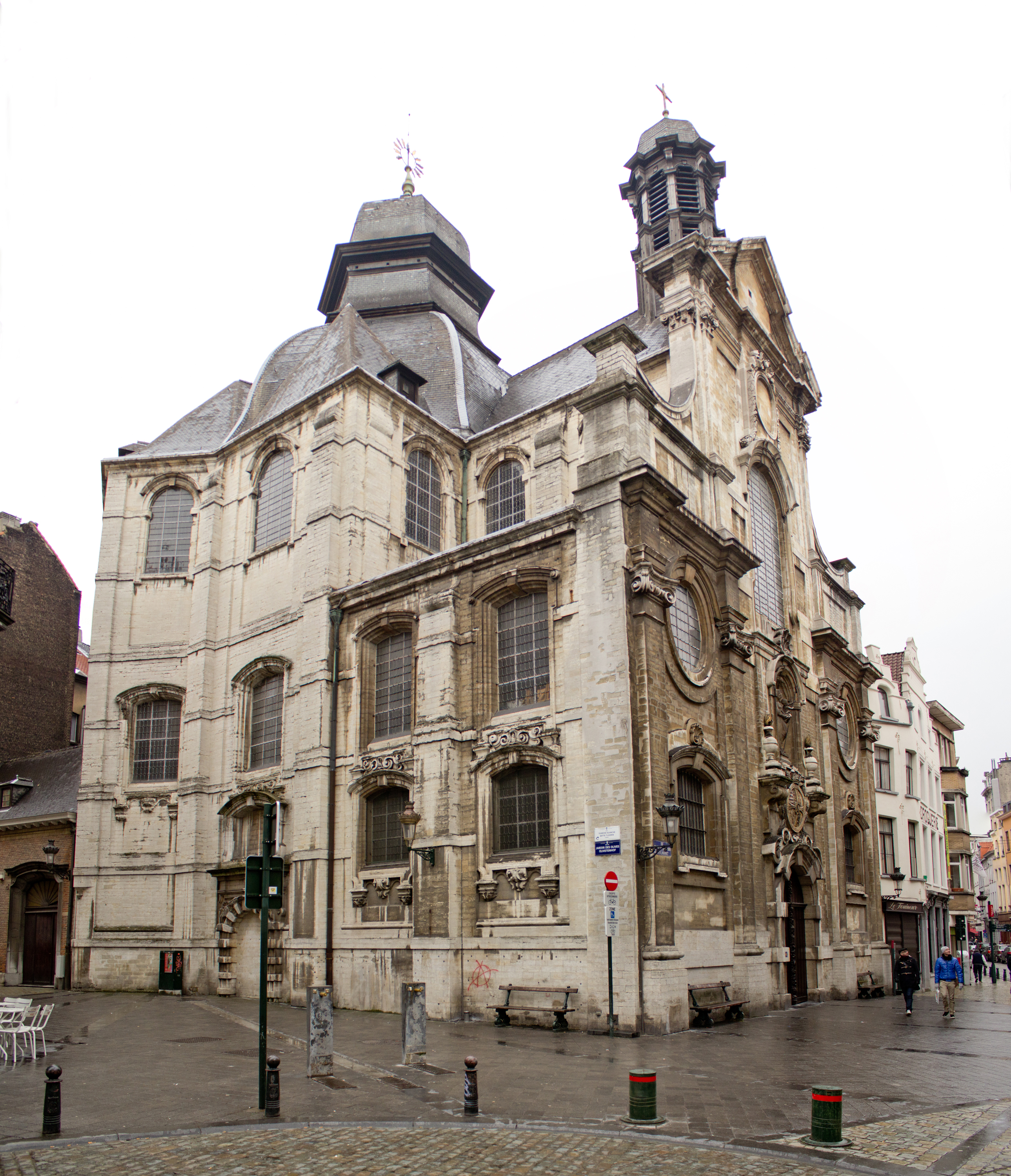
De Onze-Lieve-Vrouw van Goede Bijstandkerk
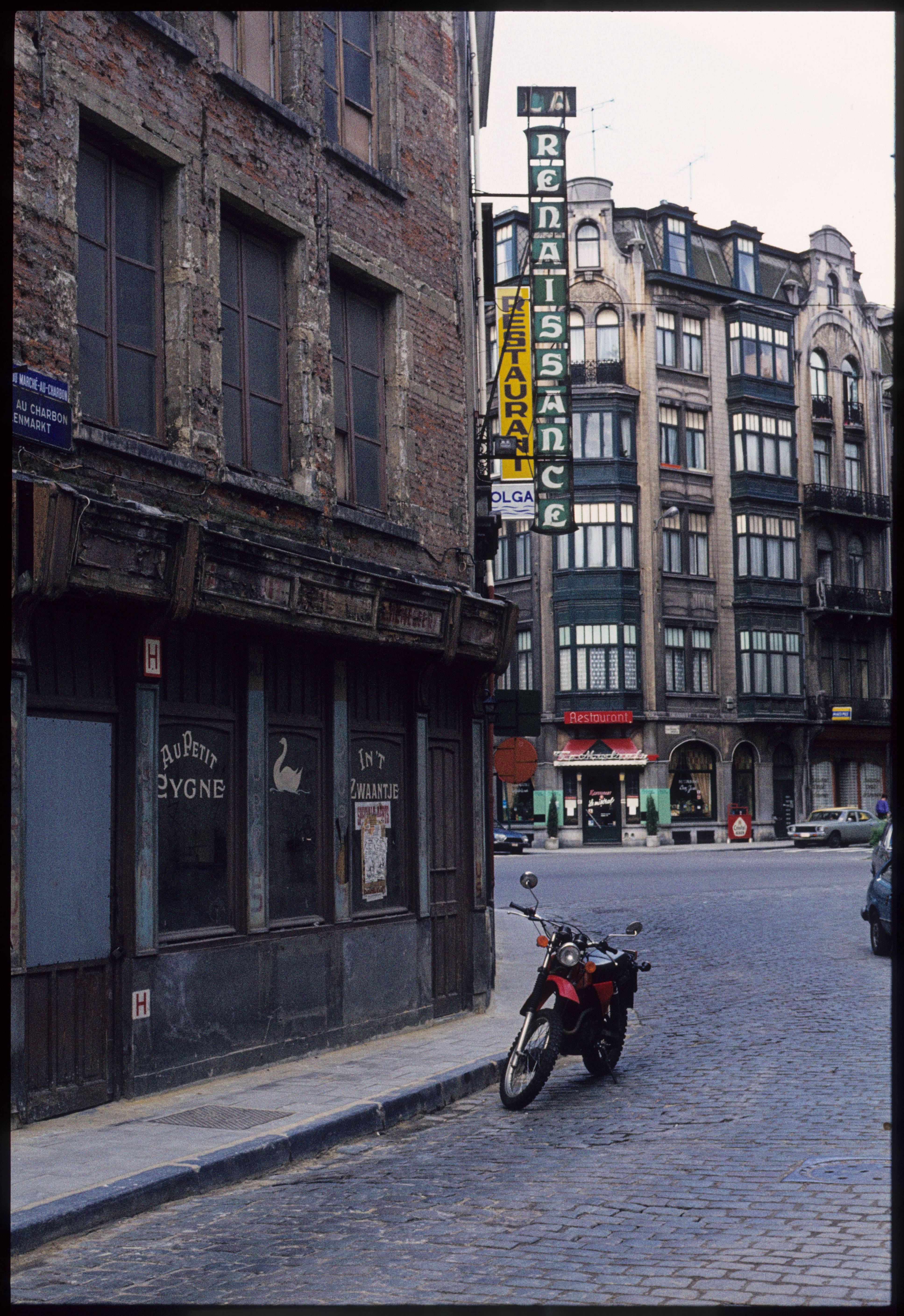
De Kolenmarkt in 1981
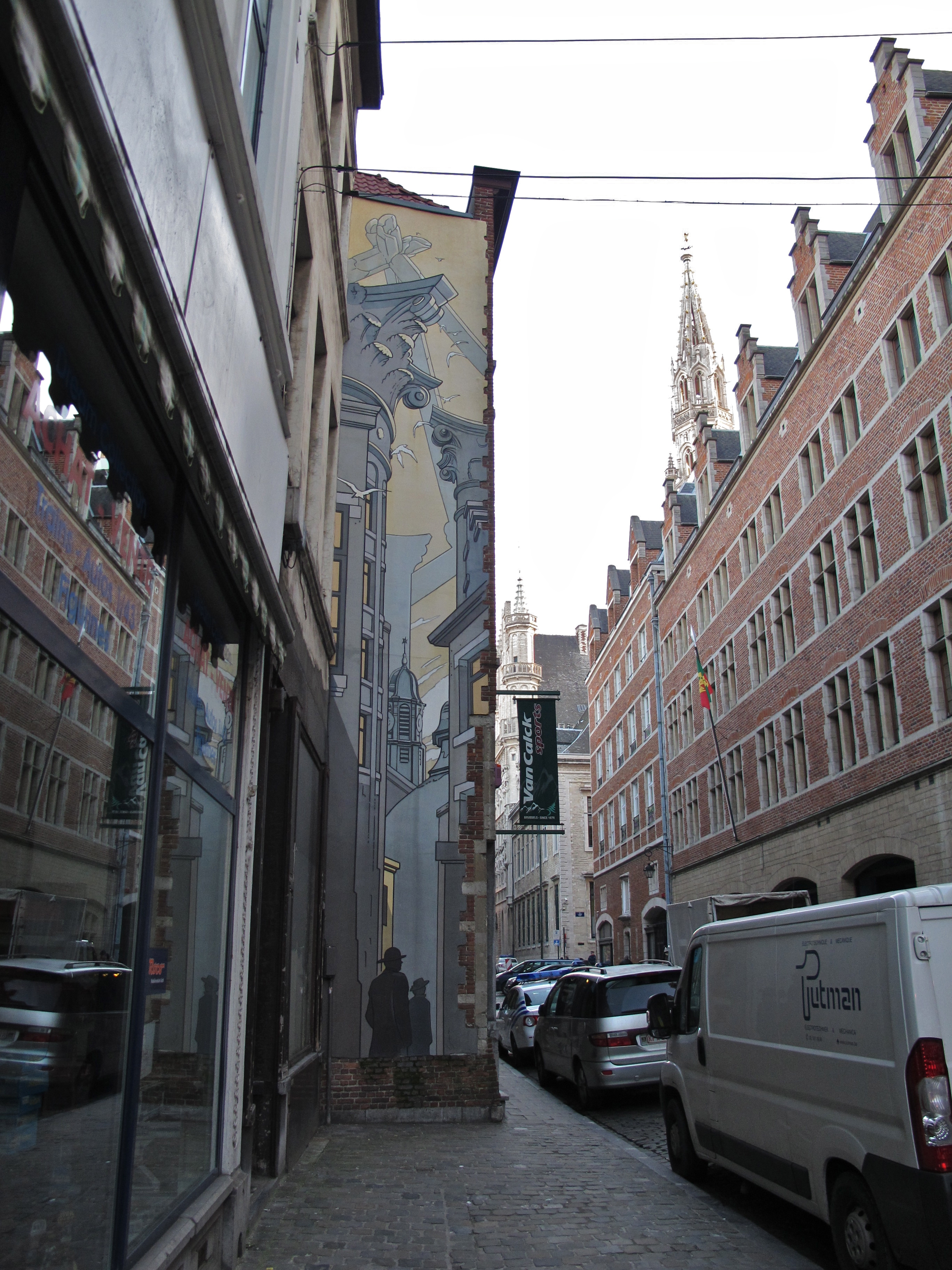
Muurschildering uit de reeks De Duistere Steden
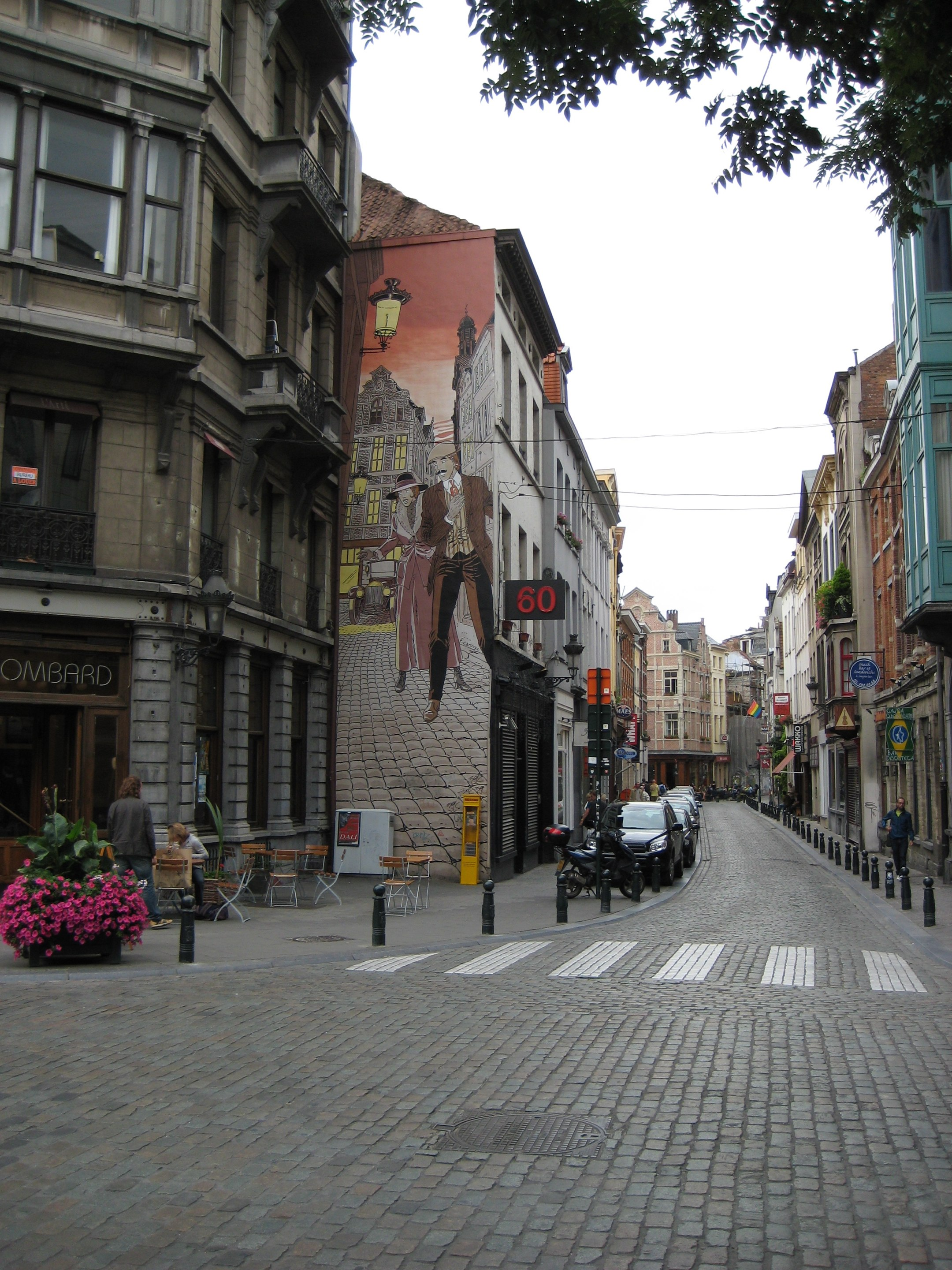
Muurschildering van de stripfiguur Victor Sackville